# Ana María de Vicente-Tutor Guarnido
Ana María de Vicente-Tutor Guarnido, més coneguda com a Ana Tutor, (Saragossa, 25 de gener de 1946 - Madrid, 21 de gener de 1998) va ser una política espanyola.

## Trajectòria
Tutor va ser Llicenciada en Ciències Polítiques i Sociologia per la Universitat Complutense de Madrid. En 1971, va ingressar per oposició en el Cos Tècnic del Ajuntament de Madrid. Afiliada al PSOE des de 1975, amb les primeres eleccions municipals, després de la mort del dictador Francisco Franco, en 1979 va passar a exercir el càrrec de Cap del Gabinet de l'alcalde Enrique Tierno Galván, fins a la mort d'aquest en 1986. A l'octubre d'aquest any va ser nomenada Delegada del Govern a Madrid, càrrec que va ocupar fins a 1991. En aquest any, Tutor va dimitir per a presentar-se a les eleccions municipals madrilenyes pel PSOE. Després dels comicis, va ser escollida regidora, ja que ja no va abandonar fins a la seva mort. Dins de l'Ajuntament, va ser portaveu del Grup Socialista en la comissió de Medi Ambient i en les Juntes Municipals de Retiro i Latina.
Va ser vicepresidenta de la Fundació del Centre d'Estudis de l'Administració. Al març de 1979, va publicar el llibre Manual del concejal socialista, document de referència per a representants del PSOE en l'àmbit local de tot el país. En 1991, va rebre la Medalla de Plata al Mèrit Policial atorgada pel Ministeri de l'Interior.
Tutor va estar casada amb el periodista Alfonso Sobrado Palomares i va ser mare de quatre fills. Va morir en el Hospital de la Princesa el gener de 1998 a causa d'una leucèmia.
Des de maig de 1998, un parc de Madrid al districte de Fuencarral-El Pardo, porta el seu nom.